# Porto-Vecchio
Pour les articles homonymes, voir Porto-Vecchio (homonymie).
Porto-Vecchio (prononcé : /pɔʁ.to ve.kjo/ ; en corse : Portivechju /ˌportiˈβeccu/) est une commune française située dans le département de la Corse-du-Sud et le territoire de la collectivité de Corse. Elle appartient à l'ancienne piève de Porto-Vecchio dont elle était le chef-lieu.
La « cité du sel » est la troisième commune la plus peuplée de l'île après Ajaccio et Bastia.

## Géographie

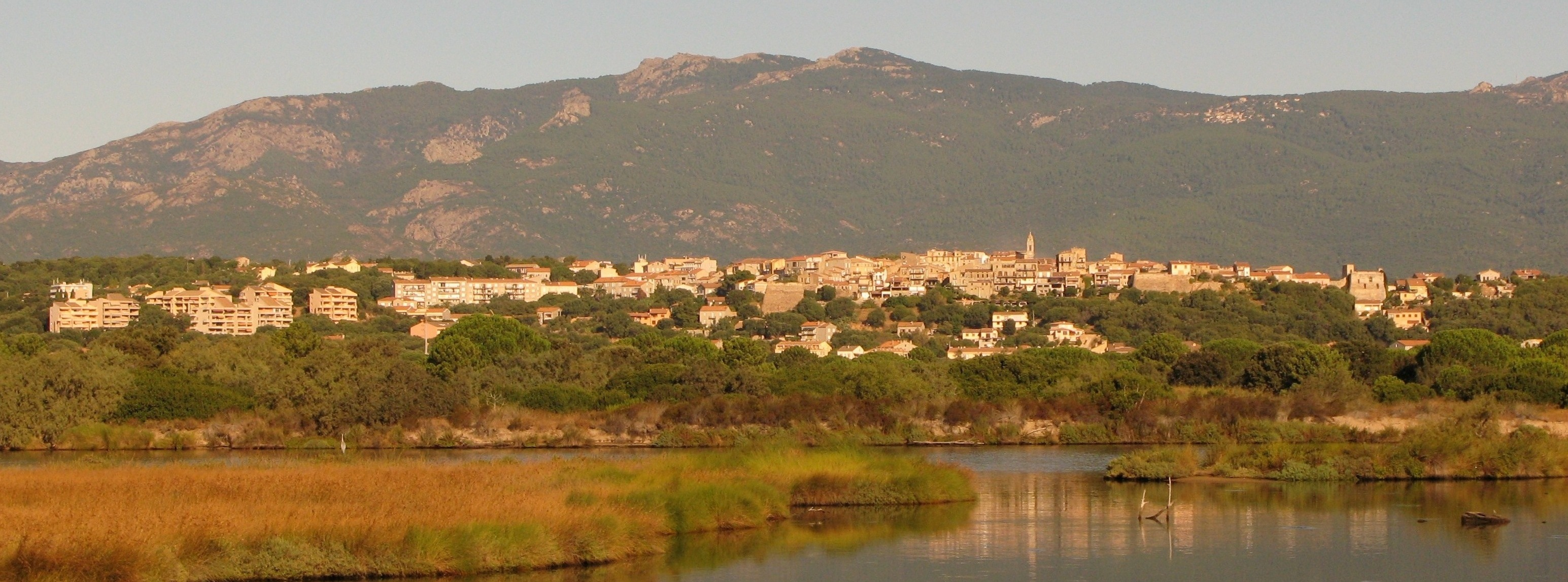
Vue de la vieille ville de Porto-Vecchio depuis les marais du Stabiacciu ; au fond, le village de l'Ospedale et la Punta di a Vacca Morta.

Les communes limitrophes sont Bonifacio, Carbini, Lecci, Levie, Sotta et San-Gavino-di-Carbini.

### Situation

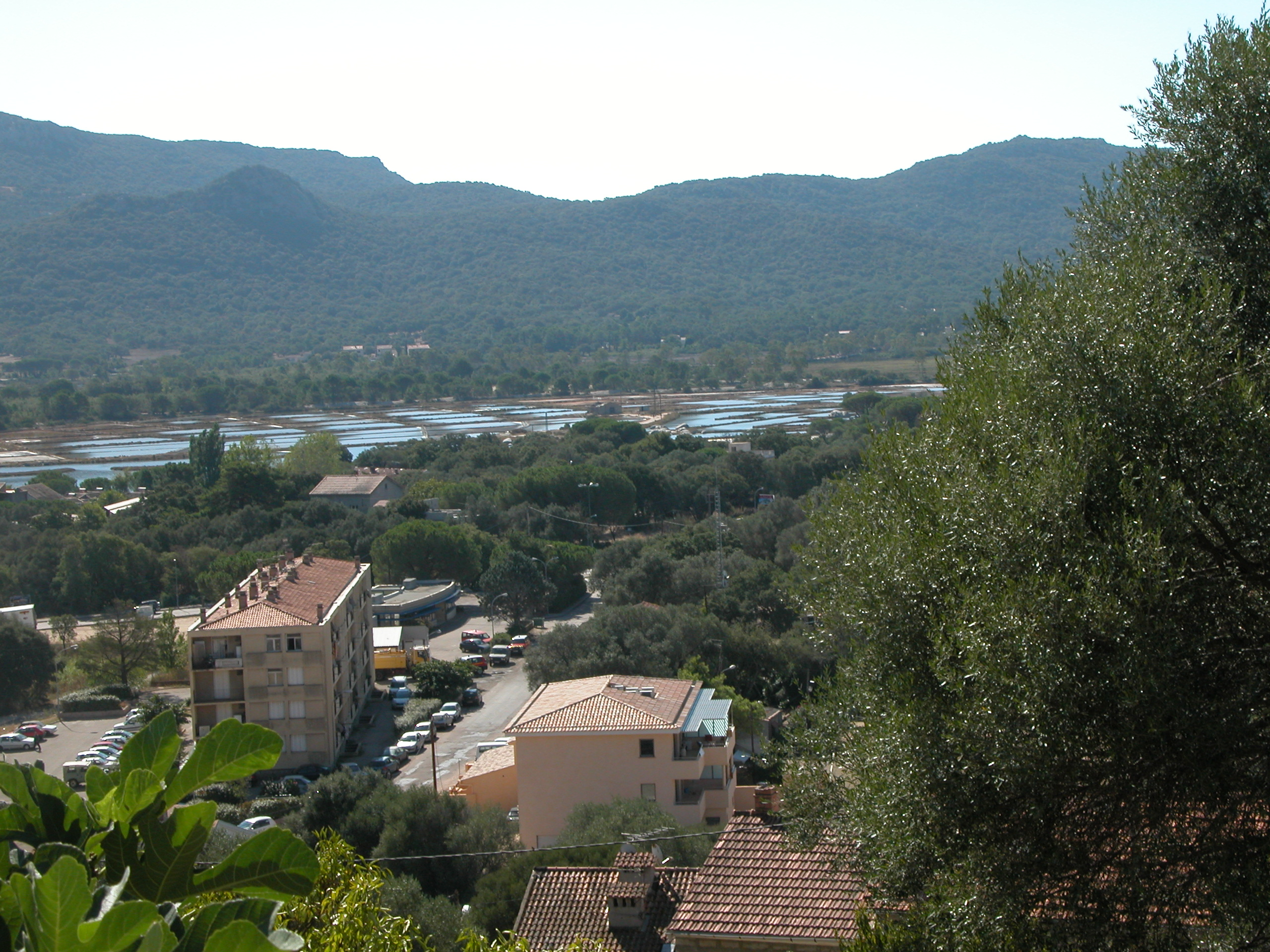
Anciens marais salants
de Porto-Vecchio.

Troisième commune de Corse en nombre d'habitants, Porto-Vecchio est une station balnéaire sur la côte Sud-Est de la Corse. Elle est dominée à l'Ouest par les reliefs de l'Ospedale (Punta di a Vacca Morta - 1 312 m) et de la Cagna, qui sont le prolongement méridional extrême du massif du Monte Incudine. La ville est bordée à l'Est par la mer Tyrrhénienne. Par sa superficie, Porto-Vecchio est la 3e plus grande commune de Corse après Sartène et Calenzana.
Porto-Vecchio est aujourd'hui la plus grande agglomération de l'Extrême Sud de la Corse, bien que la capitale historique en soit Bonifacio, ancien chef-lieu de la province du même nom qui couvrait toute la région.
Hautement réputée pour les plages qui l'environnent  - Cala Rossa, Palombaggia, Santa Giulia..., la cité corse possède des marais salants appelés à l'époque "Les Salines" d'une dizaine d'hectares, aujourd'hui à l'abandon, qui produisaient environ 1 000 tonnes de sel par an, entre 1795 et 1815.
Communes limitrophes

### Géologie et relief
Son territoire s'étend vers la mer Tyrrhénienne au Sud-Est, depuis une ligne de crête au Nord-Ouest, - partie terminaison méridionale de ridements parallèles du chaînon principal de l'île, passant par le massif du Monte Incudine et déclinant jusqu'à la mer à Monacia-d'Aullène via la Montagne de Cagna.

### Hydrographie
Le territoire de la commune est parcouru par les fleuves Cavo, Oso et Stabiacciu (ainsi qu'un de ses affluents le Bala).

### Climat et végétation
Porto-Vecchio bénéficie d'un climat méditerranéen avec été chaud, classé Csa selon la classification de Köppen. Les précipitations, modérées sur l'ensemble de l'année, sont concentrées en automne alors que les étés sont plutôt secs. Les températures minimales sont particulièrement élevées, aussi bien en hiver qu'en été, en raison de la proximité de la mer.
La station Météo-France de la Chiappa est celle relevant la température moyenne annuelle la plus élevée en France métropolitaine avec 17,2 °C sur la période 1981-2010.
La station météorologique de Météo-France installée sur la commune et mise en service en 1928 permet de connaître en continu l'évolution des indicateurs météorologiques. Le tableau détaillé pour la période 1981-2010 est présenté ci-après.
| Mois                                  | jan.            | fév.            | mars            | avril           | mai            | juin            | jui.            | août          | sep.            | oct.           | nov.            | déc.          | année     |
| ------------------------------------- | --------------- | --------------- | --------------- | --------------- | -------------- | --------------- | --------------- | ------------- | --------------- | -------------- | --------------- | ------------- | --------- |
| Température minimale moyenne (°C)     | 7,6             | 7,3             | 8,8             | 10,7            | 14,2           | 17,8            | 20,7            | 21,2          | 18,6            | 15,5           | 11,6            | 8,8           | 13,6      |
| Température moyenne (°C)              | 10,6            | 10,5            | 12,2            | 14,3            | 18,1           | 22              | 25,2            | 25,6          | 22,4            | 18,8           | 14,6            | 11,7          | 17,2      |
| Température maximale moyenne (°C)     | 13,6            | 13,8            | 15,7            | 17,9            | 22             | 26,3            | 29,7            | 30            | 26,3            | 22,1           | 17,5            | 14,5          | 20,8      |
| Record de froid (°C) date du record   | −2 17.01.17     | −2,9 10.02.1986 | −0,2 06.03.1993 | 3,3 07.04.1979  | 1,1 09.05.1940 | 9,6 03.06.1935  | 12,2 17.07.1938 | 12 26.08.1939 | 10,8 03.09.1934 | 5,4 31.10.1974 | 1,2 16.11.1939  | 0 17.12.10    | −2,9 1986 |
| Record de chaleur (°C) date du record | 23,4 08.01.1937 | 25,8 09.02.1937 | 27 22.03.01     | 27,6 20.04.1992 | 31,4 29.05.06  | 38,4 29.06.1935 | 41 11.07.1968   | 40,7 15.08.21 | 36 17.09.15     | 31,5 03.10.03  | 26,2 10.11.1985 | 25 27.12.1936 | 41 1968   |
| Précipitations (mm)                   | 56,3            | 51,2            | 51,9            | 64,8            | 39,4           | 16              | 5,9             | 16,1          | 43,1            | 78             | 74,6            | 82,7          | 580       |

### Voies de communication et transports

#### Accès routiers
Porto-Vecchio est accessible par : 
- la route territoriale 10 qui relie Bastia à Bonifacio ;
- la route D 859 qui relie la route T10 à la route territoriale 40 menant d'Ajaccio à Bonifacio ;
- les routes départementales D 659 et D 159 rejoignant la D 59 (Levie à la route T10) ;
- la D 368 se dirigeant vers le village de Zonza ;
- la D 468 reliant le hameau de Sainte-Trinité à Pinarello.

La ville est distante, par route, de :
- 20 km de Figari ;
- 21 km de Conca ;
- 28 km de Bonifacio ;
- 39 km de Levie ;
- 60 km de Sartène ;
- 71 km d'Aléria ;
- 72 km de Propriano ;
- 102 km de Cervione ;
- 118 km de Corte ;
- 125 km d'Ajaccio ;
- 143 km de Bastia ;
- 153 km de Saint-Florent ;
- 167 km de Vico ;
- 179 km de L'Île-Rousse ;
- 183 km de Rogliano ;
- 202 km de Calvi.

#### Transports

##### Maritimes

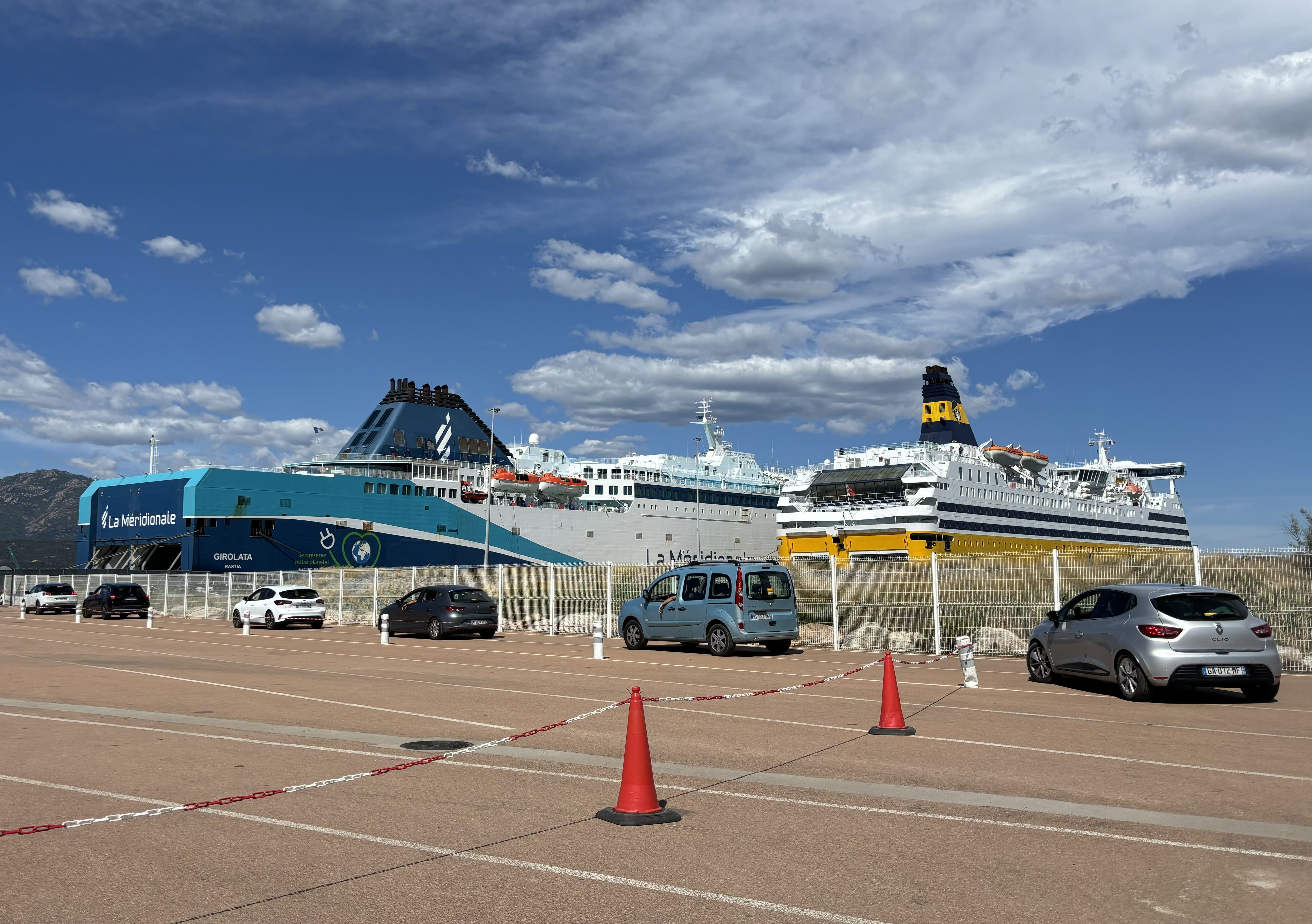
Navires de La Méridionale et de Corsica Ferries à quai au port de commerce.

Porto-Vecchio est dotée d'un port de commerce et d'une gare maritime, située au quai de Syracuse et gérée par la Chambre de commerce et d'industrie d'Ajaccio et de la Corse-du-Sud.
Dans le cadre de la délégation de service public financée par la région Corse, la ville est reliée au port de Marseille par des rotations régulières assurées depuis le 1er janvier 2023 par La Méridionale tous les mardis, jeudis et samedis. Avant cette date, les traversées vers Marseille étaient assurées par la compagnie Corsica Linea (ex-SNCM) à une fréquence identique. Depuis 2016, des liaisons vers Toulon, Nice, Savone et Piombino existent également, assurées par Corsica Ferries de manière plus irrégulière. Cette même compagnie propose un service saisonnier à destination de la Sardaigne vers les ports de Porto Torres et Golfo Aranci. Porto-Vecchio possède également une station de sauvetage de la Société nationale de sauvetage en mer (SNSM) avec deux vedettes.

##### Aériens
L'aéroport de Figari Sud Corse, le plus proche, est distant de 23 km.

##### Ferroviaires
Comme tout le reste du Sud de l'île, la ville n'est plus desservie par le rail depuis 1943, année où la liaison ferroviaire avec le reste du réseau a été fermée, à la suite des bombardements de la guerre. Les gares les plus proches sont : 
- au Nord, la gare de Casamozza, à 122 km ;
- au NordOuest, la gare d'Ajaccio, à 139 km.

## Urbanisme

### Typologie
Au 1er janvier 2024, Porto-Vecchio est catégorisée petite ville, selon la nouvelle grille communale de densité à sept niveaux définie par l'Insee en 2022.
Elle appartient à l'unité urbaine de Porto-Vecchio, une unité urbaine monocommunale constituant une ville isolée,. Par ailleurs la commune fait partie de l'aire d'attraction de Porto-Vecchio, dont elle est la commune-centre,. Cette aire, qui regroupe 10 communes, est catégorisée dans les aires de moins de 50 000 habitants,.
La commune, bordée par la mer Méditerranée, est également une commune littorale au sens de la loi du 3 janvier 1986, dite loi littoral. Des dispositions spécifiques d’urbanisme s’y appliquent dès lors afin de préserver les espaces naturels, les sites, les paysages et l’équilibre écologique du littoral, tel le principe d'inconstructibilité, en dehors des espaces urbanisés, sur la bande littorale des 100 mètres, ou plus si le plan local d’urbanisme le prévoit.

### Occupation des sols
L'occupation des sols de la commune, telle qu'elle ressort de la base de données européenne d’occupation biophysique des sols Corine Land Cover (CLC), est marquée par l'importance des forêts et milieux semi-naturels (70,3 % en 2018), néanmoins en diminution par rapport à 1990 (73,9 %). La répartition détaillée en 2018 est la suivante : 
milieux à végétation arbustive et/ou herbacée (37 %), forêts (25,5 %), zones agricoles hétérogènes (10,9 %), zones urbanisées (8,9 %), espaces ouverts, sans ou avec peu de végétation (7,8 %), prairies (4,2 %), terres arables (2,8 %), zones industrielles ou commerciales et réseaux de communication (0,8 %), eaux maritimes (0,6 %), cultures permanentes (0,5 %), zones humides côtières (0,5 %), espaces verts artificialisés, non agricoles (0,2 %), eaux continentales (0,2 %), mines, décharges et chantiers (0,1 %). L'évolution de l’occupation des sols de la commune et de ses infrastructures peut être observée sur les différentes représentations cartographiques du territoire : la carte de Cassini (XVIIIe siècle), la carte d'état-major (1820-1866) et les cartes ou photos aériennes de l'IGN pour la période actuelle (1950 à aujourd'hui).

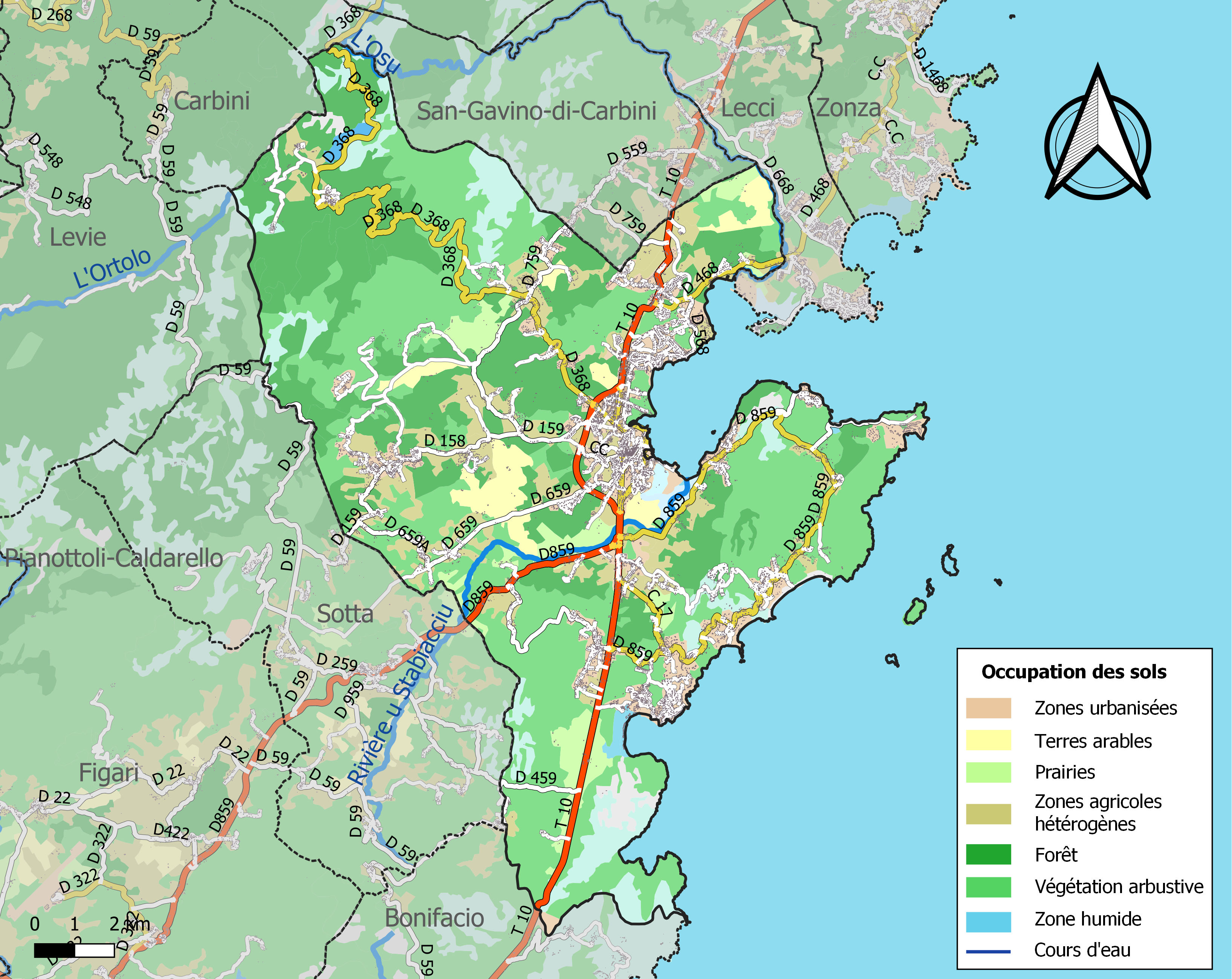
Carte des infrastructures et de l'occupation des sols de la commune en 2018 (CLC).

### Morphologie de la commune
Le centre-ville de Porto-Vecchio occupe une courte arête rocheuse autrefois fortifiée. À son pied vers l'Est s'étend la marine de Porto-Vecchio.
L'arrière-pays de Porto-Vecchio comporte de nombreux villages et hameaux de plaine ou d'altitude à prédominance agricole. Ainsi, les villages de Precojo, de Ceccia, d'Arca-Pianelli, de Muratello ou encore de l'Ospedale, pour la plupart autrefois peuplés de manière saisonnière par des bergers de Quenza, sont englobés dans le territoire de la commune.
Celle-ci compte aussi de nombreux lotissements épars principalement dédiés au tourisme et parfois décriés par les locaux, pour leur participation à l'étalement urbain.

## Toponymie
En corse le nom de la commune est Portivechju, prononcé /ˌportiˈβecːu/ dans la plupart de l'île et /ˌpɔrtiˈβɛcːu/ localement (dialecte de l'Alta Rocca), et signifie « port vieux ». Porto-Vecchio est la traduction en italien de ce toponyme, prononcé ['pɔrto 'vɛkkjo] dans cette langue. En français les deux formes se rencontrent à l'écrit,, le nom italianisé étant plus fréquent. À l'oral en français, localement la prononciation corse est utilisée à divers degrés de francisation ([pɔrtiˈβɛcu], [pɔrtoˈβɛcu], [pɔrtoˈvɛkjo], etc.), ; ailleurs qu'en Corse la prononciation [pɔʁto vekjo], imitation de la prononciation italienne, domine[réf. nécessaire].
Le nom de la ville est attesté sous la forme Porto Vei en 1283.
De Mgr Giustiniani évêque de Nebbio au début du XVIe siècle :

« [...] On arrive enfin au port renommé de Portovecchio, dans lequel se jette une rivière peu considérable. Ce port a, à son entrée, deux bas-fonds, ou pour mieux dire, deux écueils, deux petites îles ; son circuit est de huit à dix milles. Au fond se trouve une petite île appelée le Giglio, qui forme avec la côte un canal ou, si l'on veut, un étang. Les fustes des corsaires trouvaient dans ce canal un endroit excellent pour se cacher. C'est pour leur fermer cet asile que l'Office de Saint Georges fit bâtir là un village qu'il peupla lui-même. Le nom primitif fut conservé, et le village s'appela Portovecchio. »

— Agostino Giustiniani in Description de la Corse, traduction de l'Abbé Letteron tome 1 p. 62

## Histoire

### Antiquité
C'est le siège principal de la civilisation dite torréenne (IIIe et IIe millénaires av. J.-C.) dont subsistent à Porto-Vecchio les principaux vestiges, au lieu-dit éponyme, Torre.
Le port actuel est sans doute fondé ou repris par les Grecs de Syracuse au VIe siècle av. J.-C. et se situe à l'emplacement du « Portus Syracusanus » romain.

### Moyen Âge
La région, pourtant fertile, est désertée au haut Moyen Âge en raison de la malaria qui l'infeste ainsi que des persécutions des colons génois installés dans la cité de Bonifacio.
Du XIIIe au XVIe siècle, les seigneurs de la Rocca conservent cette contrée sous leur autorité, et les populations autochtones résidant à la montagne continuent à y mener leur bétail durant l'hiver.

### Temps modernes

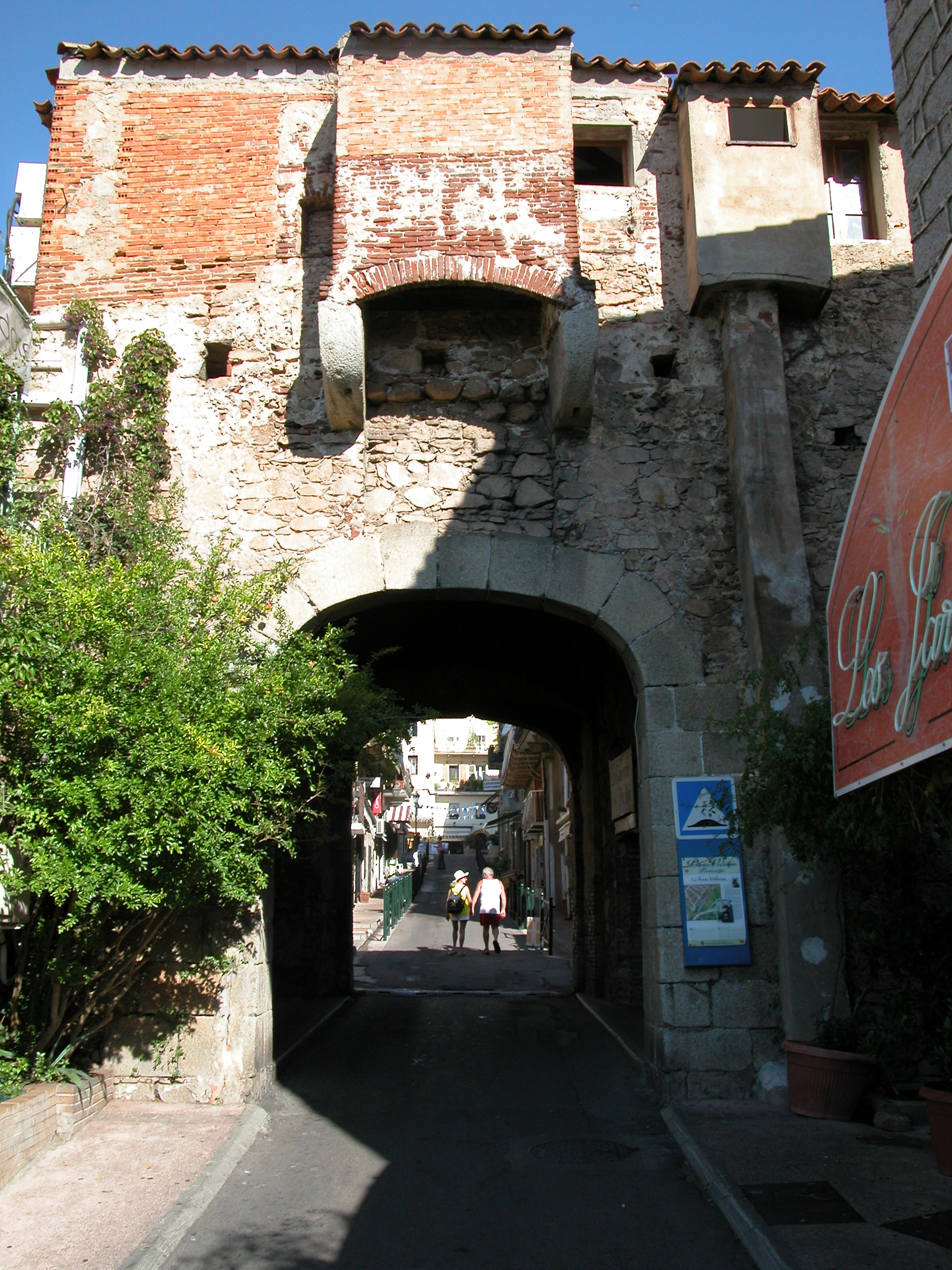
La Porte génoise.

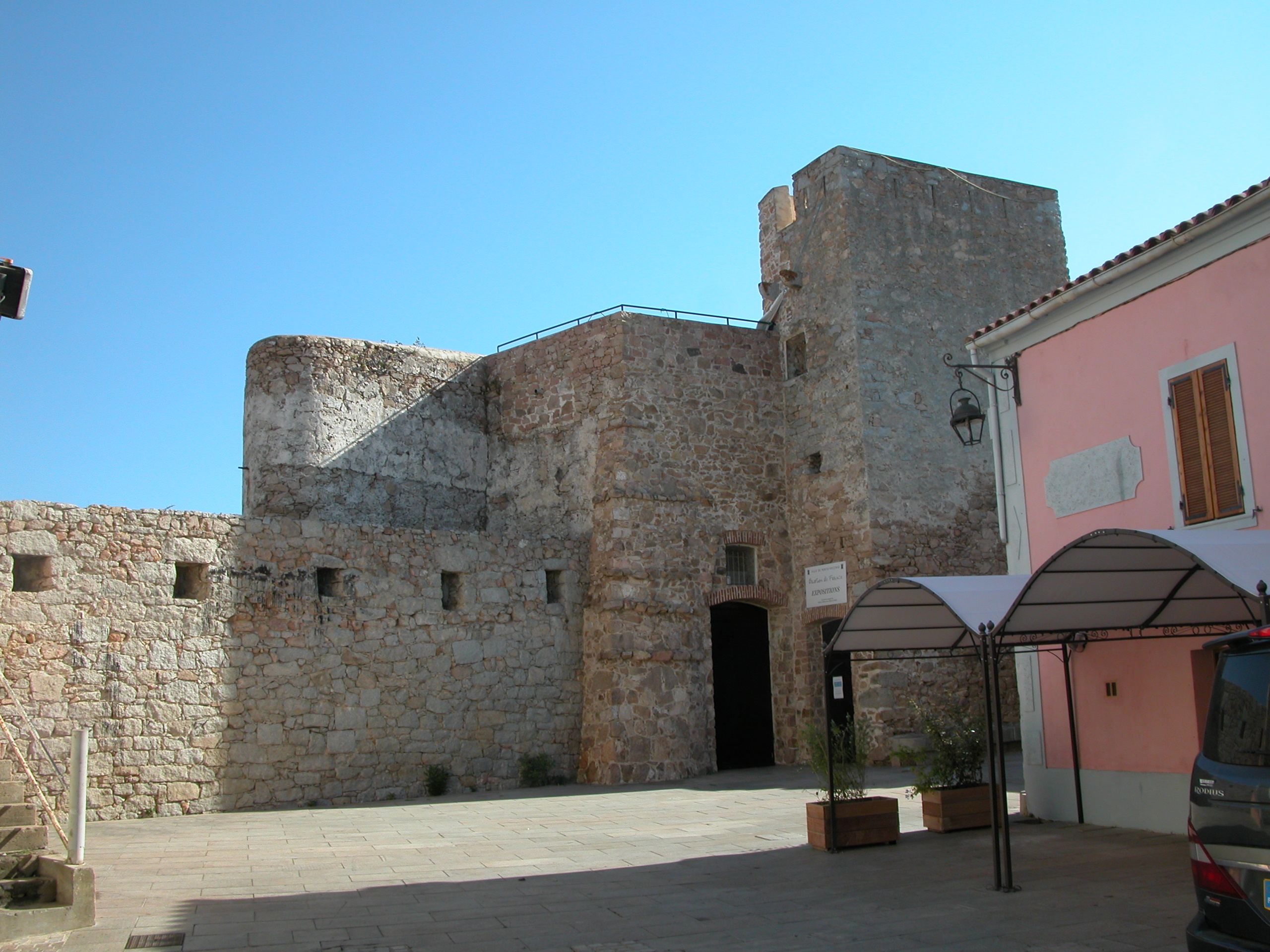
Bastion de France.

Au début du XVIe siècle, Mgr Giustiniani évêque de Nebbio, a écrit :

« [...] nous trouvons la piève de Carbini, la seule du Delà des Monts qui soit soumise à la juridiction de l'évêque d'Aléria. Cette piève n'avait que cinq villages, dont le plus connu est Levie, parce qu'il y résidait des gentilshommes. L'église titulaire de la piève est celle de S. Giovanni de Carbini, qui a un très beau clocher ; elle possède un troupeau considérable de juments, mais leur taille est petite. Ce pays a eu beaucoup à souffrir des incursions des corsaires avant que Portovecchio fut habité. Quoique situé à une distance de vingt bons milles, Portovecchio fait partie de cette même piève. C'est de nos jours que l'Office a colonisé cet endroit, et le pays s'est ainsi trouvé admirablement défendu. - Agostino Giustiniani in Description de la Corse, traduction de l'Abbé Letteron tome1 p. 62) »

Après le passage de la seigneurie de la Rocca sous l'administration directe de la banque de Saint-Georges, les Génois y fondent une colonie et font construire une forteresse dont demeurent de nombreux bastions (1539) afin de se protéger des Barbaresques. Destinée à être un chef-lieu de juridiction et à permettre la mise en valeur de la plaine, la colonie génoise de Porto-Vecchio se révèle être un échec : du fait de la malaria, de la menace permanente des corsaires turcs mouillant à proximité et des agressions des Corses, la cité est plusieurs fois abandonnée.
Après diverses tentatives de peuplement, la république de Gênes décide de favoriser l'installation dans la citadelle des familles insulaires originaires de la montagne, Quenza essentiellement.
Dans le courant du XVIIe siècle, Porto-Vecchio est de fait peuplée par les populations montagnardes. Cependant la très grande majorité des habitants continuèrent durant des générations à regagner la montagne durant l'été, fuyant le paludisme et empêchant de ce fait un développement réel du lieu. Au cours du XIXe siècle, les marécages furent asséchés.

### Époque contemporaine
Restée longtemps une petite bourgade par rapport à d'autres villes du Sud de la Corse, comme Sartène ou Bonifacio, elle bénéficie de l'assainissement des marécages après la Seconde Guerre mondiale, et connaît un développement significatif durant l'administration de Jean-Paul de Rocca Serra, pour devenir un centre touristique majeur depuis les années 1980, avec la construction de l'aéroport de Figari notamment.
De nos jours, Porto-Vecchio abrite les résidences secondaires de nombreuses personnalités, telles Laetitia Casta, Mylène Farmer, Paris Hilton, Nicolas Sarkozy, Carla Bruni ou Fabrice Giaretta

## Politique et administration

### Liste des maires
| Période | Période  | Identité                                                                  | Étiquette                         | Qualité |
| ------- | -------- | ------------------------------------------------------------------------- | --------------------------------- | --- |
| 1799    | 1801     | Ettore Pippinu Ettori                                                     |                                   | |
| 1802    | -        | Giovan Paolo Candeli                                                      |                                   | Intérimaire |
| 1803    | 1814     | Vincente Maria Rocca Serra                                                | -                                 | |
| 1815    | 1821     | Pompeo Pietri                                                             | -                                 | |
| 1821    | 1826     | Anton « Camillo » Rocca Serra                                             | -                                 | Avocat |
| 1826    | 1832     | Caius Colonna Cesari                                                      | -                                 | Capitaine honoraire |
| 1832    | 1839(+)  | Rocco Francesco Quenza                                                    | -                                 | Capitaine honoraire |
| 1839    | 1845(+)  | Leopoldo Rocca Serra                                                      | -                                 | |
| 1846    | 1848     | Orazio Guerino Ettori                                                     | -                                 | |
| 1848    | 1854     | Giulio Maria Rocca Serra                                                  | -                                 | |
| 1854    | 1855     | Pietro Paolo Colonna Cesari                                               | -                                 | Comte |
| 1855    | 1862     | Giabicorso Pietri                                                         | -                                 | Conseiller d'arrondissement (1855-1864)                                                                                               |
| 1862    | 1863     | Paul Duroselle                                                            | -                                 | Directeur de l'usine forestière de Georgeville                                                                                        |
| 1864    | 1870     | Marc-Matthieu « Frédéric » Quenza                                         | -                                 | |
| 1870    | 1872     | Maires intérimaires : J.J. Grimaldi, Léopold Ettori, Camille Quenza...    | -                                 | |
| 1872    | 1876     | Horace de Rocca Serra                                                     | -                                 | |
| 1876    | 1877     | Jean-Paul de Rocca Serra                                                  | -                                 | |
| 1878    | 1881     | Hector Orlandi                                                            | -                                 | |
| 1881    | 1888     | Don Georges Filippi                                                       | -                                 | Médecin |
| 1888    | -        | Horace de Rocca Serra                                                     | -                                 | |
| 1889    | 1892     | Antoine « Camille » Quenza                                                | -                                 | |
| 1892    | 1911(+)  | Joseph Balesi                                                             | Républicains radicaux-socialistes | Médecin. Député de Sartène. Président du Conseil-général de la Corse.                                                                 |
| 1911    | 1919     | François Balesi                                                           | -                                 | |
| 1919    | 1922     | Horace « Gaston » Quenza                                                  | -                                 | Commandant en retraite |
| 1922    | 1943     | Camille de Rocca Serra                                                    | -                                 | Docteur en médecine. Député de Sartène. Président du Conseil général de la Corse.                                                     |
| 1943    | 1945     | Jean-Baptiste Marcellesi (président de la délégation spéciale puis maire) | -                                 | |
| 1945    | -        | Paulin Terrazzoni                                                         | -                                 | |
| 1946    | -        | Fabrice Pietri                                                            | -                                 | |
| 1947    | 1950     | Jean-Paul Pietri                                                          | -                                 | |
| 1950    | 1997     | Jean-Paul de Rocca Serra                                                  | RPR                               | Docteur en médecine. Sénateur. Député de Sartène. Président du Conseil général de la Corse-du-Sud. Président de l'Assemblée de Corse. |
| 1997    | 2004     | Camille de Rocca Serra                                                    | UMP                               | Conseiller général. Député de Sartène. Président de l'Assemblée de Corse.                                                             |
| 2005    | 2020     | Georges Mela                                                              | UMP-LR                            | - |
| 2020    | En cours | Jean-Christophe Angelini                                                  | PNC                               | - |

## Population et société

### Démographie
L'évolution du nombre d'habitants est connue à travers les recensements de la population effectués dans la commune depuis 1800. Pour les communes de plus de 10 000 habitants les recensements ont lieu chaque année à la suite d'une enquête par sondage auprès d'un échantillon d'adresses représentant 8 % de leurs logements, contrairement aux autres communes qui ont un recensement réel tous les cinq ans,.

En 2022, la commune comptait 11 536 habitants, en évolution de −2,34 % par rapport à 2016 (Corse-du-Sud : +7,61 %, France hors Mayotte : +2,11 %).
| 1800  | 1806  | 1821  | 1831  | 1836  | 1841  | 1846  | 1851  | 1856  |
| ----- | ----- | ----- | ----- | ----- | ----- | ----- | ----- | ----- |
| 1 241 | 1 438 | 1 298 | 1 738 | 2 007 | 2 015 | 2 071 | 1 971 | 2 117 |

| 1861  | 1866  | 1872  | 1876  | 1881  | 1886  | 1891  | 1896  | 1901  |
| ----- | ----- | ----- | ----- | ----- | ----- | ----- | ----- | ----- |
| 2 290 | 2 203 | 1 811 | 2 636 | 2 655 | 2 844 | 3 018 | 3 195 | 3 353 |

| 1906  | 1911  | 1921  | 1926  | 1931  | 1936  | 1946  | 1954  | 1962  |
| ----- | ----- | ----- | ----- | ----- | ----- | ----- | ----- | ----- |
| 3 512 | 3 929 | 4 242 | 4 743 | 4 746 | 5 304 | 3 339 | 5 091 | 4 494 |

| 1968  | 1975  | 1982  | 1990  | 1999   | 2006  | 2011   | 2016   | 2021   |
| ----- | ----- | ----- | ----- | ------ | ----- | ------ | ------ | ------ |
| 5 148 | 7 510 | 8 095 | 9 307 | 10 326 | 9 484 | 10 957 | 11 813 | 11 229 |

| 2022   | - | - | - | - | - | - | - | - |
| ------ | - | - | - | - | - | - | - | - |
| 11 536 | - | - | - | - | - | - | - | - |

Les habitants de la commune sont appelés les Portovecchiais. En corse, les habitants sont appelés Purtivichjacci.

### Enseignement
- Collège Léon Boujot
- Collège Maria De Peretti
- Lycée polyvalent Jean-Paul de Rocca Serra
- École Sainte Dévote (privée)

### Manifestations culturelles et festivités
- Porto-Vecchio Festival : C'est un festival de musique prisé qui se déroule chaque été depuis 2010. Il réunit des artistes de qualité et met en avant des musiciens internationalement connus aux côtés des talents locaux.
- Scen'è Sonniu : le festival du rêve est un festival d'arts de la rue. Depuis 2001, il réunit des artistes internationaux et locaux.

Fête de Luddareddu (31 juillet)Chaque année dans la nuit du 31 juillet au 1er août, la ville de Porto-Vecchio met à mort un mannequin de paille et de liège vêtu de velours qui représente le mois de juillet, « bouc émissaire » personnifié sous le nom de « Luddareddu » (petit juillet). On le promène dans les rues, le couvrant de sarcasmes. Après un procès de pure forme, il est pendu puis livré aux flammes du bûcher, à minuit, sur la place de l'église aux cris carnavalesques de « O Luddareddu chì ti ni vai ! » (petit juillet, hélas ! tu t'en vas !). Jadis, les Porto-Vecchiais se livraient durant tout le mois de juillet, sous une chaleur torride, à des travaux de forçats : démasclage et levage du liège, fenaison, battage du blé, récolte du sel, transport du sel aux entrepôts. La fin juillet mettait un terme à ce séjour forcé sous l'empire des insomnies, de la canicule, des fourmis rouges, et surtout des anophèles. Les travailleurs rejoignaient leurs familles qui, depuis la mi-juin, jouissaient de la fraîcheur des montagnes de Quenza, de l'Ospedale, de Zonza ou de Levie.
- Festival du film politique de Porto-Vecchio : festival annuel créé en 2017 qui se déroule en octobre[22].

### Santé
Porto-Vecchio possède un hôpital, appelé Clinique de l'Ospédale, qui comprend un service de maternité de niveau 1. Des liaisons par hélicoptère sont assurées avec Ajaccio ou Bastia pour les urgences et opérations importantes de chirurgie.
Par ailleurs la ville compte plusieurs cabinets médicaux de généralistes et de spécialistes ainsi qu'une clinique vétérinaire.

### Sports
- Le Critérium International cycliste y fait étape depuis 2010.
- Le Tour de France 2013, la ville fut le départ de la 1ère étape, pour sa 100 ème édition, de Porto-Vecchio à Bastia, qui devint la première ville corse à accueillir une étape du tour.
- Le tour de Corse ERC 2014 s'est également élancé depuis Porto-Vecchio.
- AS Porto-Vecchio (club formateur de Chahir Belghazouani).
- Futsal Club Porto-Vecchio
- ASPV Handball.
- Porto-Vecchio XV.
- ASPV Basket.
- Vélo Club Porto-Vecchio.
- Priscilla Gneto, médaillée de bronze aux Jeux Olympiques de Londres 2012, a grandi à Porto-Vecchio.

### Tournages de films
- L'Enquête corse, un film avec Christian Clavier et Jean Reno.
- C'est ma terre, clip réalisé à Porto-Vecchio avec Christophe Maé.
- Les Apaches, un film de Thierry de Peretti.

### Cultes
- Église paroissiale Saint-Jean-Baptiste
- Église de Muratello
- Église Sainte Marie de l'Ospedale
- Chapelle de la Confrérie Santa Cruci
- Temple bouddhiste KTT l'Ospedale[23]
- Mosquée de Porto-Vecchio
- Centre culturel juif "Beth Habad"[24]

## Économie
L'économie est essentiellement tournée vers le tourisme. Les salines de Porto-Vecchio, actives depuis le XVIIIe siècle et longtemps les seules de l'Île, ont fermées dans les années 2000. Avec l'explosion des résidences secondaires, Porto-Vecchio est devenue le pôle régional des fournitures en amont et en aval pour les matériaux de l'industrie du bâtiment.

## Culture locale et patrimoine

### Lieux et monuments

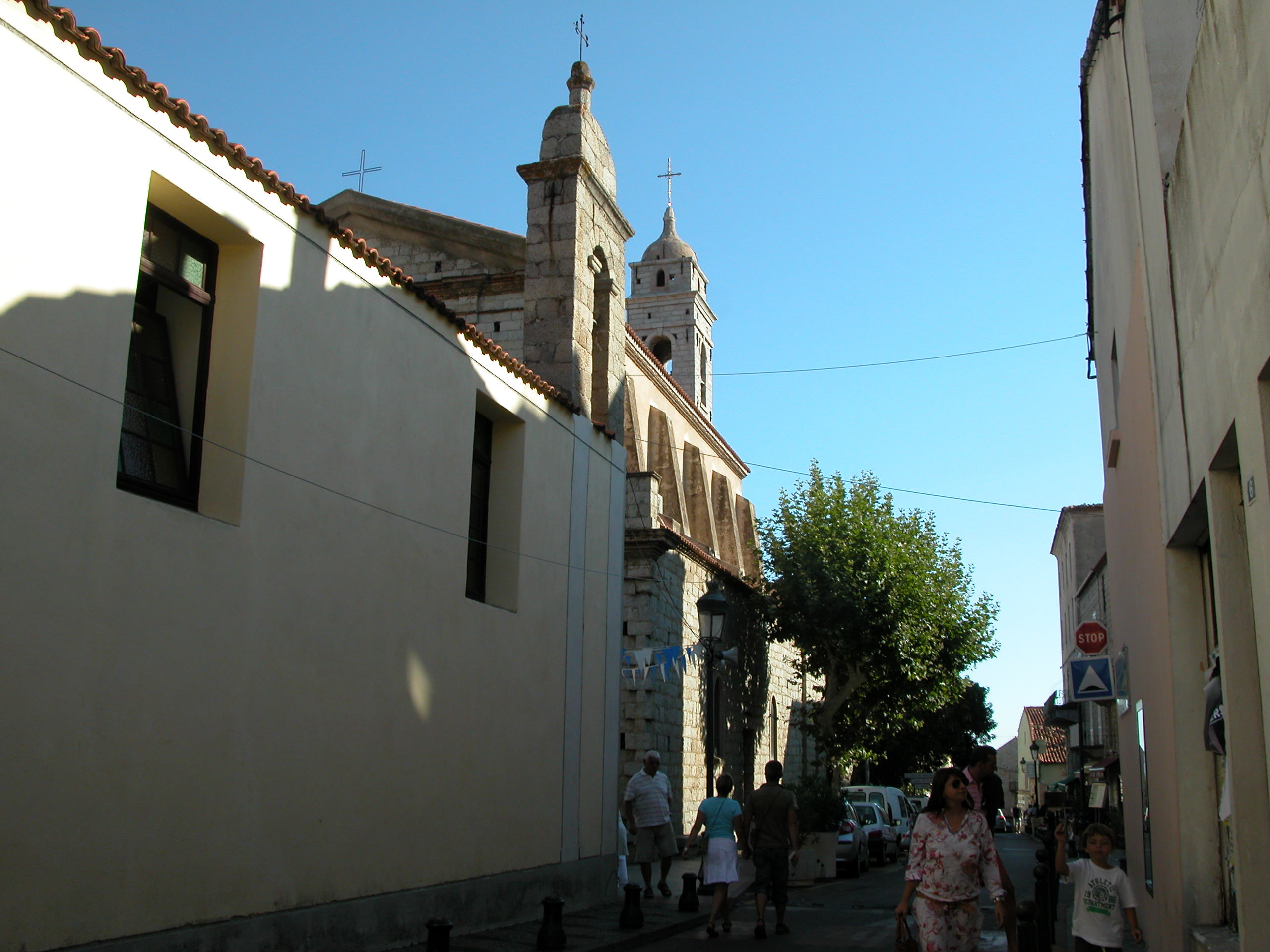
Église Saint-Jean-Baptiste.

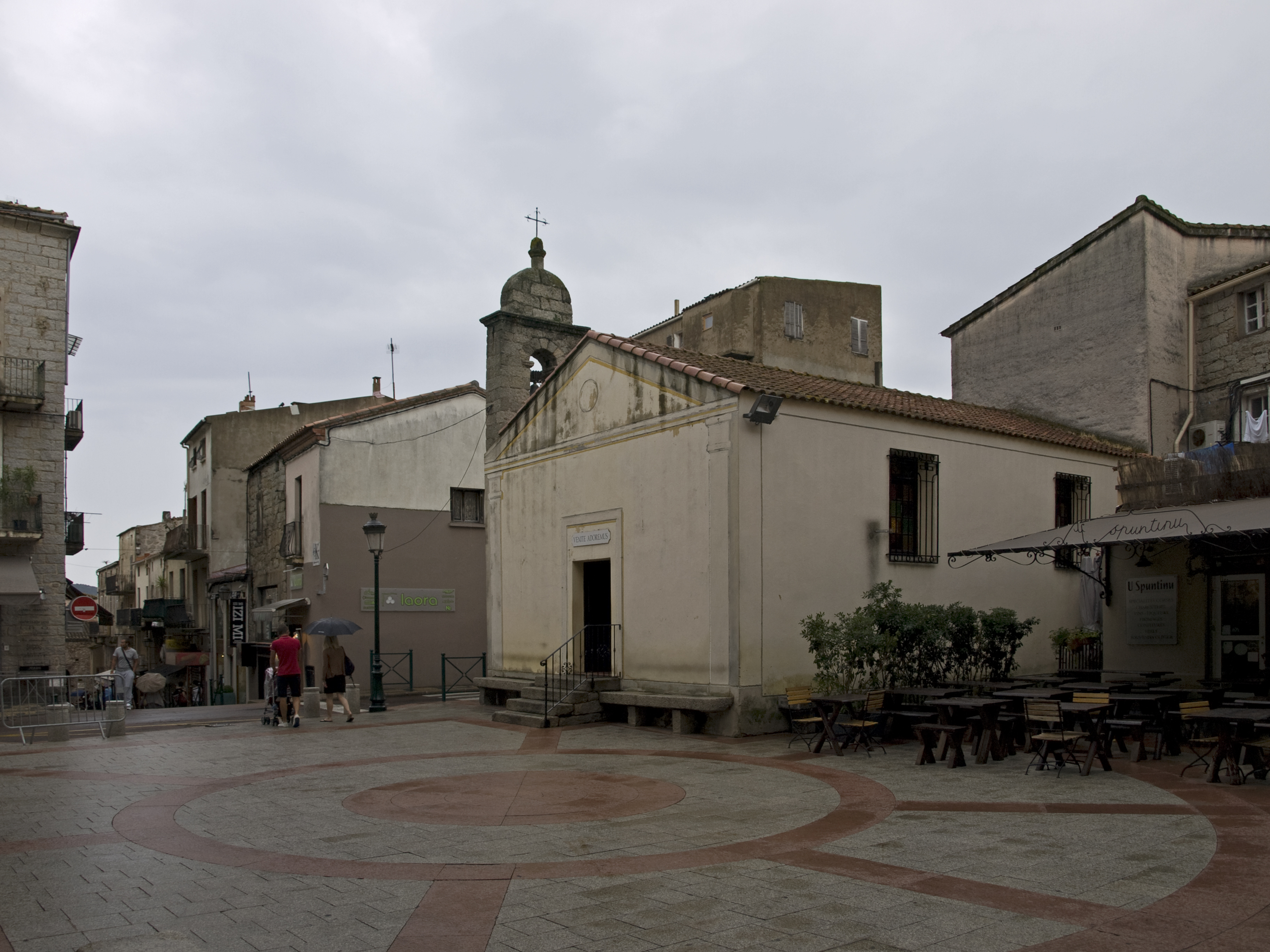
Chapelle de la Confrérie Santa Cruci.

- Marais salants : Porto-Vecchio est encore surnommée la « cité du sel ».
- La citadelle construite par les Génois en 1539 (détruite puis reconstruite à plusieurs reprises, les murs actuels datent de 1589), comprenant cinq bastions et une porte génoise.
- Les plages de Palombaggia, Santa Giulia et Tamaricciu.
- Église paroissiale Saint-Jean-Baptiste de Porto-Vecchio.
- Église Saint-Joseph de Muratellu.
- Chapelle de confrérie Sainte-Croix de Porto-Vecchio.
- Chapelle Sainte-Marie de l'Ospedale.
- Centre Culturel de Corse.
- Cinémathèque de Corse.
- La forêt et le barrage de l'Ospédale.
- Les sites torréens d'Araghju, Turri, Ceccia, Tappa, Bruschicia.
- Moulin de Guardienna : inscription aux Monuments Historiques par arrêté du 29 juillet 1987[25].

### Personnalités liées à la commune

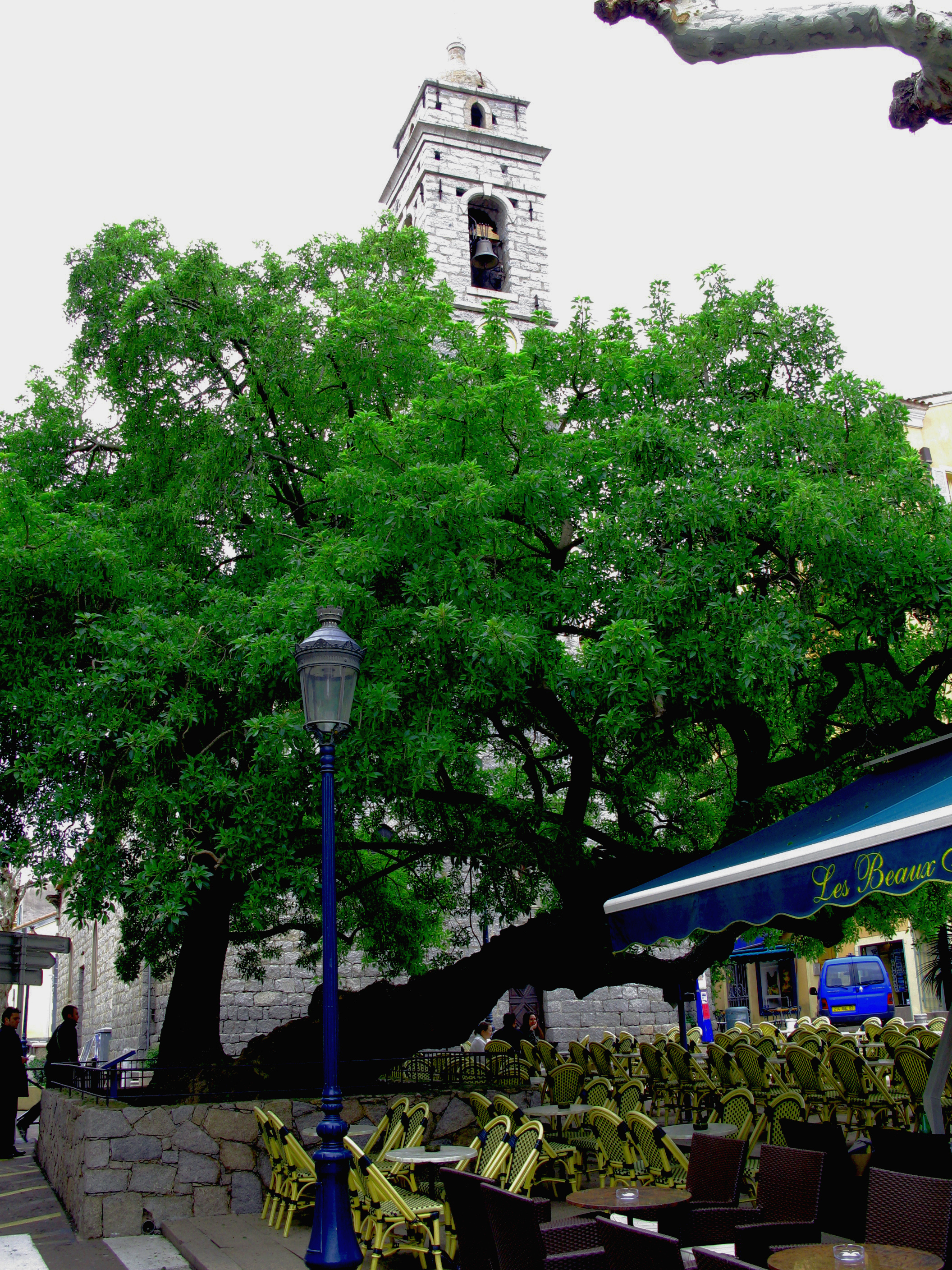
Belombra arbre majestueux au pied de l'église St-Jean-Baptiste, importé d'Amérique du Sud.

- Don Joseph Colonna Cesari Rocca (1825-1887), sculpteur, élève de l'Académie de Rome.
- John-Antoine Nau (1860-1918), romancier et poète américain, 1er Prix Goncourt.depuis 1994.
- Henri Frenay (1905 - 1988) résistant et homme politique français.
- François Valli (1907-1994), officier de la France Libre, Compagnon de la Libération.
- Jean-Paul de Rocca Serra (1911-1998), maire de la ville, médecin, sénateur puis député.
- Jean-Baptiste Marcellesi (1930-2019), linguiste y est né.
- Dalida (1933-1987), célèbre chanteuse, résida régulièrement dans sa maison située dans le quartier de Marina di Fiori
- Yves Duteil (1949-), chanteur vit à L'Ospedale[26]
- Claude Papi (1949-1983), footballeur professionnel international (SC Bastia, équipe de France).
- Daniel Auteuil (1950-), acteur français, y possède une résidence depuis 2006.
- Christian Clavier (1952-), acteur français, y possède une résidence depuis 2000 jusqu'en 2010.
- Camille de Rocca Serra (1954-), maire de 1997 à 2004, député depuis 2002.
- Yves Loubet (1958-), pilote de rallye[pourquoi ?]
- Mylène Farmer (1961-), chanteuse franco-canadienne, y possède une résidence depuis 2010.
- Michel Ferracci (1967-), acteur et producteur. En 2024, il crée le Portivechju Film Festival avec l’association Cinéma Paradisu et la mairie[27].
- André Biancarelli (1970-), footballeur professionnel (SC Bastia, FC Metz, AS Monaco) y a joué en junior.
- Fred Testot (1974-), humoriste, y possède une résidence.
- Christophe Maé (1975-), chanteur français, y possède une résidence depuis 2000.
- Émilie Dequenne (1981-2025), actrice belge, épouse de Michel Ferracci.
- Nicolas Penneteau (1981-), footballeur professionnel (SC Bastia, Valenciennes FC) y a résidé.
- Jenifer (1982-), chanteuse française, y possède une résidence depuis 2000.
- Chahir Belghazouani (1986-), footballeur professionnel (AC Ajaccio) y a résidé.
- Morhad Amdouni (1988-), athlète, champion d'Europe 2018 du 10 000m[28] y est né.

### Héraldique
| Blason à dessiner | Blason  | D'azur à la tour d'argent, maçonnée de sable, environnée d'une mer d'agent et surmontée d'un balance en forme de colombe du Saint-Esprit d'argent, les plateaux d'or.                                        |
| Blason à dessiner | Détails | Le statut officiel du blason reste à déterminer. |
| Blason à dessiner | Alias   | De gueules à la tour d'argent posée sur un mont de sinople et surmontée d'une balance d'or. * Il y a là non-respect de la règle de contrariété des couleurs : ces armes sont fautives (sinople sur gueules). |